# 11-я Мрконичская лёгкая пехотная бригада
11-я Мрконичская лёгкая пехотная бригада (серб. 11. мркоњићка лака пешадијска бригада) — пехотное подразделение Войска Республики Сербской, состоявшее в 30-й пехотной дивизии (1-го Краинского корпуса). Официально бригада была сформирована 2 августа 1992, приказом Генштаба Армии РС от 16 июня 1992. До формирования бригады, в структуре обороны Мрконича существовали — Отряд территориальной обороны, Баня-Лукская миномётная рота и разведчики 30-й пехотной дивизии, сформированные ещё в апреле 1992. В последние годы войны, бойцы бригады передислоцировались в Баня-Луку.
Первым командиром бригады был полковник Блаже Бабич, после чего преемником был полковник Радован Илич. Во время боевых действий бригада была на посавинском, врбаском, озренском, романийском и бихачском фронте. Во время боёв за эти позиции, погибли 162 бойца бригады и 10 бойцов из других бригад Республики Сербской.

## История боевого пути

### 1992
В первые годы войны, Мрконичская бригада весь май участвовала в боях за город Ключ, после чего передислоцировалась в город Мрконич, где весь июнь сражалась за него во время хорватско-боснийского наступления.
В течение всей осени, первый батальон бригады участвовал в битве за Яйце, в округе общины Орашье. В то время как второй батальон атаковал в направлении Елика, обеспечив гидроэнергетику вокруг города.
В декабре, третий батальон участвовал в операции «Коридор».

### 1993
Большую часть года, первый пехотный батальон провёл на сербобранском фронте. В декабре, после чего участвовал в операции «Дрина-93». Во время операции батальон занимал позиции в Вогошче, Кобилья Главе (община Вогошча), Баре и Претисе, а также принимал участие в нападении на город Олово в районе плато Нишичей.
В то время как второй батальон с февраля по май защищали позиции в районе Посавины, в ходе операции «Коридор». Летом и осенью базировался на сербобранском фронте. А в декабре передислоцировался на сараевский фронт, где принимал участие в боях за в районы Вифания и Среднея.
Третий батальон бригады почти всё время провёл на сербобранском фронте, где участвовала в боях за город Маглай в составе 19-й Дони-Вакуфской бригады.

### 1994
Первый батальон провёл на сербобранском фронте в течение всего года. В течение мая потеряв позиции в районе Голеша, отдав их под контроль Боснийской армии. Потеряв позиции, батальон занимает линию обороны от села Пачаваре, до Погана Равана и Тополице вплоть до осени 1995 года.
Тем временем, в феврале, второй батальон участвует в боях за село Пазарич (в районе Маглая). До 30 мая батальон занимает позиции возле села Брезичани. Там они терпят большие потери и отступают к Страхиняче, где ситуация стабилизируется. Батальон оставался на этих позициях вплоть до его вывода в сентябре 1995.
После передислокации с сербобранского фронта на озренский, третий батальон терпит колоссальные потери.

### 1995
В течение весны и лета, первый пехотный батальон занимал позиции на поле сербобранском фронте. 12 августа третий батальон был вновь атакован и понёс большие потери. 13 сентября вскоре после начала хорватской операции «Мистраль», батальон, вместе с бригадой занимает позиции вокруг Мрконич-Града. Во время хорватской операции «Южный ход», батальон оборонял сёла Бйелайце, Лисковица и Магальдол. После 27 дней упорной обороны, батальон не получил никаких инструкций и должен был выходить к линии обороны у сёл Шеховци и Трийебово, но из-за постоянного наступления хорватских войск пришлось уходить в район Мала-Маняче.
После вывода бригады из района Мрконич-Града, второй батальон занимает линию обороны, между сёлами Парнице, Превиле и Дйевойке, для сдерживания хорватских войск. Батальон вместе с бригадой покинул позиции лишь 10 октября, и занял позиции между городом Врбас и селом Сурьян, где он оставался до конца войны. 
13 сентября третий батальон прибывает в район Мрконич-Града. Где занимает позиции в сёлах Власинье, Брда и Лисковица. Во время операции «Южный ход», ожесточённая атака хорватских войск на позиции третьего батальона в районе села Брда, где потеряли несколько танков, уничтоженные безоткатным орудием. 10 октября батальон передислоцируется к сёлам Мала Маняче и Радальица.

## Вооружения и техника
Огневую мощь бригады составляли шесть тяжёлых 120 мм миномётов и батарея 76 мм пушек ЗиС-3. Первый и второй батальон пехоты были вооружены после формирования, в то время как третий батальон имел вооружение старого образца.